# ديفيد إنغستروم
ديفيد إنغستروم (بالسويدية: David Engström)‏ (7 أغسطس 1990 بفيستيروس في السويد - ) هو لاعب كرة قدم سويدي في مركز الدفاع.

## وصلات خارجية
- ديفيد إنغستروم على موقع اتحاد السويد (السويدية)
- ديفيد إنغستروم على موقع قاعدة بيانات كرة القدم.إي يو (الإنجليزية)
- ديفيد إنغستروم على موقع Soccerway.com (الإنجليزية)